# La Sainte Famille au palmier
La Sainte Famille au  palmier (en italien : Sacra Famiglia con palma)  est une peinture religieuse de Raphaël. Le tableau est actuellement conservé à la National Gallery of Scotland  à Édimbourg

## Histoire
Le tableau constitue probablement la seconde des deux œuvres citées par Vasari que Raphaël a peint à Florence pour Taddeo Taddei (l'autre étant probablement La Madone à la prairie , que Vasari a vu chez les héritiers au palais Taddei).
Les premières informations certaines concernant cette œuvre remontent au XVIIe siècle quand elle figurait dans la collection de la comtesse Chiverni à Paris. Passée dans la collection du duc d'Orléans. En 1792 quand le duc prit le nom de Philippe Égalité, elle fut vendue et rejoignit la collection Ellesmere à Londres et finalement en 1945 la National Gallery of Scotland  à Edimbourg.
Dans le passé, la peinture a été restaurée afin de couvrir deux profondes fentes verticales.

## Thème
Conformément à l'iconographie chrétienne de la Sainte Famille, le tableau représente Marie et  l'Enfant Jésus accompagnée de Joseph. La scène se situe probablement pendant la Fuite en Égypte.

## Description
Dans un cadre tondo, la Sainte Famille est rassemblée au centre du tableau : Joseph à gauche, un genou en terre, le bras droit tenant un bâton, tend son autre main vers Jésus qui s'approprie les fleurs qu'il lui tend. Jésus, au centre, est tenu par les bras de sa mère, assis sur une de ses jambes ; il est maintenu également par une écharpe nouée autour de sa taille et passée autour du cou de sa mère. Marie placée dans la partie droite du tableau, est assise sur le bord d'un bassin. Derrière elle une clôture la sépare du reste de la végétation d'une colline. Ce paysage lointain qu'on aperçoit également sur le fond à droite avec un lac et quelques arbres, est également présent dans l'espace des personnages : un palmier dont le tronc occupe l'espace visuel entre Marie et Jésus. Ses palmes s'étalent dans le haut du tableau. Marie, à son accoutumée, est habillée d'un pourpoint rouge et d'un manteau bleu.
La nature est également présente dans les fleurs du  bas du tableau ; un pissenlit avec ses aigrettes est visible à l'extrême bord gauche du tableau derrière Joseph.
Les personnages saints sont tous pieds nus et ils portent une auréole discrète, elliptique.

## Analyse
La composition de cette Sainte Famille a été minutieusement planifiée par Raphaël avec le Christ enfant en son centre et dont le point d'appui est représenté par le palmier, un des signes de son entrée à Jérusalem (et donc symbole de son martyre proche), placé judicieusement entre Jésus et Marie.
La vive interaction entre les trois personnages (Joseph regarde Jésus, qui lui rend un regard appuyé, interrogatif, Marie regarde inhabituellement Joseph plutôt que son fils), le détail des herbes au premier plan et l'habillage en fond par un  paysage rappellent le style de Léonard de Vinci, les arbres  aux troncs légers, eux, rappellent Le Pérugin, premier maître du peintre.
La couleur possède déjà les caractéristiques de densité et richesse typiques des œuvres de la maturité de l'artiste.
Les détails botaniques de l'arbre, le stipe du palmier, ses palmes, sont  d'une extraordinaire fidélité vu la rareté de cette plante dans l'Italie de l'époque.
Les fleurs du premier plan symbolisent, comme dans plusieurs tableaux du maître, invoquent diverses notions relatives à la Vierge ou à la Passion.
La barrière séparant la Vierge du reste du paysage rappellent également différentes représentations de l'Annonciation  avec la symbolisation de sa virginité (jardin clos).

## Source
- (it) Cet article est partiellement ou en totalité issu de l’article de Wikipédia en italien intitulé « Sacra Famiglia con palma » (voir la liste des auteurs).